# Dicaeum
Dicaeum – rodzaj ptaków z rodziny kwiatówek (Dicaeidae).

## Rozmieszczenie geograficzne
Rodzaj obejmuje gatunki występujące w orientalnej Azji i Australazji.

## Morfologia
Długość ciała 7–13 cm, masa ciała 4–13 g.

## Systematyka
Rodzaj zdefiniował w 1816 roku francuski przyrodnik i zoolog Georges Cuvier w publikacji własnego autorstwa poświęconej historii naturalnej i klasyfikacji w królestwie zwierząt. Gatunkiem typowym jest (późniejsze oznaczenie) kwiatówka pąsowa (D. cruentatum).

### Etymologia
Dicaeum: gr. δικαιον dikaion podobno ‘indyjski ptak’ wymieniony przez Eliana, ale nazwa ta prawdopodobnie odnosi się do poświętnika czczonego (Scarabaeus sacer). 

### Podział systematyczny
Badania Nyáriego i współpracowników sugerują, że takson ten nie jest monofiletyczny w stosunku do Prionochilus. Do rodzaju należą następujące gatunki:

- Dicaeum annae (Büttikofer, 1894) – kwiatówka złotorzytna
- Dicaeum dayakorum Saucier, Milensky, Caraballo-Ortiz, Ragai, Dahlan & Edwards, 2019 – kwiatówka szarawa
- Dicaeum anthonyi (McGregor, 1914) – kwiatówka żółtołbista
- Dicaeum bicolor (Bourns & Worcester, 1894) – kwiatówka dwubarwna
- Dicaeum aureolimbatum (Wallace, 1865) – kwiatówka żółtoboczna
- Dicaeum trigonostigma (Scopoli, 1786) – kwiatówka trójbarwna
- Dicaeum australe (Hermann, 1783) – kwiatówka zbroczona
- Dicaeum haematostictum Sharpe, 1876 – kwiatówka czerwonobrzucha
- Dicaeum retrocinctum Gould, 1872 – kwiatówka krawatowa
- Dicaeum quadricolor (Tweeddale, 1878) – kwiatówka barwna
- Dicaeum hypoleucum Sharpe, 1876 – kwiatówka białobrzucha
- Dicaeum nigrilore E. Hartert, 1904 – kwiatówka czarnolica
- Dicaeum erythrorhynchos (Latham, 1790) – kwiatówka jasnodzioba
- Dicaeum concolor Jerdon, 1840 – kwiatówka uboga
- Dicaeum pygmaeum (von Kittlitz, 1833) – kwiatówka malutka
- Dicaeum nehrkorni W. Blasius, 1886 – kwiatówka szkarłatnołbista
- Dicaeum erythrothorax Lesson & Garnot, 1828 – kwiatówka ciemnogłowa
- Dicaeum vulneratum Wallace, 1863 – kwiatówka bura
- Dicaeum pectorale S. Müller, 1843 – kwiatówka tarczowa
- Dicaeum sanguinolentum Temminck, 1829 – kwiatówka krasna
- Dicaeum cruentatum (Linnaeus, 1758) – kwiatówka pąsowa
- Dicaeum trochileum (Sparrman, 1789) – kwiatówka szkarłatna
- Dicaeum igniferum Wallace, 1864 – kwiatówka białobroda
- Dicaeum maugei Lesson, 1830 – kwiatówka czarnogrzbieta
- Dicaeum celebicum S. Müller, 1843 – kwiatówka szaroboczna
- Dicaeum monticolum Sharpe, 1887 – kwiatówka czarnoboczna
- Dicaeum ignipectus (Blyth, 1843) – kwiatówka ognista
- Dicaeum aeneum Pucheran, 1853 – kwiatówka drobna
- Dicaeum malaitae Salomonsen, 1960 – kwiatówka długodzioba
- Dicaeum eximium P.L. Sclater, 1877 – kwiatówka wspaniała
- Dicaeum tristrami Sharpe, 1884 – kwiatówka nakrapiana
- Dicaeum nitidum Tristram, 1889 – kwiatówka wyspowa
- Dicaeum hirundinaceum (Shaw, 1792) – kwiatówka różowa
- Dicaeum geelvinkianum A.B. Meyer, 1874 – kwiatówka papuaska